# Paecilomyces ramosus
Paecilomyces ramosus är en svampart som beskrevs av Samson & H.C. Evans 1974. Paecilomyces ramosus ingår i släktet Paecilomyces och familjen Trichocomaceae.   Inga underarter finns listade i Catalogue of Life.